# 赤嶺真吾
赤嶺 真吾（あかみね しんご、1983年12月8日 - ）は、沖縄県那覇市出身の元プロサッカー選手。駒澤大学出身。ポジションはフォワード（FW）。家族は妻と一女と四男。駒沢大学時代に知り合った女性と結婚。

## 経歴

### プロ入り以前
小学校3年生の時に従兄の影響でサッカーを始める。1999年、中学の先輩からの勧誘と全国高校選手権への憧れから、鹿児島実業高校に越境進学。それまで主にMFとしてプレーしていたが、高校に入ってからFWを志望した。2001年（高校3年次）には、同期の立石飛鳥、登尾顕徳、松下年宏らと共にインターハイ及び選手権に出場し、共にベスト4入りした（選手権では準決勝で国見に敗れたが、大会優秀選手に選出されている）。
2002年に駒澤大学へ進学。1年次は、3期先輩の深井正樹と巻誠一郎がFWに定着していたため 出場機会が限られたが、2年次からは滞空時間の長いヘディングシュートを武器に エースとして活躍。2度の全日本大学選手権ベストFW賞など数々の栄冠を手にした。2005年のユニバーシアード夏季大会でも優勝に貢献。学生No.1ストライカーとして名を馳せた。なお、1期後輩のFW原一樹及び巻佑樹との共存のためにMFでプレーしたこともあった。
2005年6月、Jリーグ特別強化指定選手としてFC東京に加入。同月11日開催のナビスコ杯・千葉戦で公式戦初出場を果たした。

### FC東京
2006年、FC東京に正式に入団。シーズン当初はベンチ入りできずにいたが、徐々に途中出場の機会を増やしていった。プロ初ゴールはJ1第8節・千葉戦で記録。相手GKがこぼしたところを泥臭く押し込んだ。
2007年は、原博実監督から「使い続ければ二桁は（得点を）取れる」と期待を寄せられてはいたものの、原は4-2-3-1の布陣を採用し、センターフォワードとしてルーカスを固定的に起用。これにより、途中出場の機会が与えられるのは2列目の攻撃的MFに限定され、赤嶺は練習試合で得点を重ねていたものの、ベンチ入りもままならなかった。しかし、第20節磐田戦で大敗したことをきっかけに、第21節柏戦からは赤嶺とルーカスが2トップを組む形での4-4-2に変更。シーズン終盤には右膝外側半月板損傷により欠場したが、スターティングメンバーに定着し、前線からの果敢なプレスでチームを活性化。FWの一角として存在感を示した。シーズン終了後入籍。
2008年4月には、同月16日磐田戦及び19日川崎戦での連続得点など好調ぶりを見せ、岡田武史率いる日本代表(A代表)候補合宿に初招集された。この年の東京のFWは、赤嶺または平山相太をカボレと組ませるという起用法 を基本としていたため、平山の起用が続いた時期には出場時間をやや減らしたが、カボレを左ウイングに配する3トップの布陣が採用されてからは、赤嶺がセンターフォワードに入り、サイドからのボールに飛び込む形で 得点を量産。公式戦18得点と結果を残した。シーズン終了後には神戸からの獲得オファーが報じられたが、大晦日にFC東京への残留を表明。
2009年は平山が復調、赤嶺は出場機会を減らしていたところ、6月に磐田から完全移籍での獲得オファーが届き、約2週間後にFC東京残留を選択。同年9月のFC東京対磐田では、赤嶺が終盤に殊勲の決勝点を挙げ、劇的な勝利の立役者となった。同月のカボレ退団以後は同年のナビスコカップ決勝戦などで先発出場し優勝に貢献するなど出場機会を増やしたが、昨シーズンの半分以下の5得点という苦しいシーズンとなった。
2010年は、城福浩監督から「ゴール前で一瞬でマークを外せるワンタッチゴーラーとしてのよさがある」など評価されながらも、出場機会は昨シーズンよりさらに減少、中断期間にベガルタ仙台から獲得オファーを受け、「もっと試合に出たい」と 8月に仙台へ期限付き移籍した。

### ベガルタ仙台
仙台では、手倉森誠監督から「90分アグレッシブに前でボールが収まり、ゴールに向かう姿勢がある」「裏への引き出しや起点としても良い」 と高く評価され、スタメンに定着。MF梁勇基が「ボールを受けるアクションがはっきりしているので、パスが出しやすい」とコメントし、J1第28節京都戦では、ボールを持ちすぎて 孤立しがちだったフェルナンジーニョとのコンビネーションを手倉森から評価される など、他アタッカーとの好連携を早々に築いた。J1第26節・本籍を持つFC東京との対戦では終盤に決勝点をアシストし勝利に貢献の他、試合を決定付けるゴールを決めるなど、新エースとして活躍し 仙台のJ1残留の原動力の一つとなった。12月4日、鹿児島実業高校の先輩である平瀬智行の引退セレモニーの中で、後継者に指名された。シーズン終了後には、FC東京からの契約更新、仙台からの慰留、磐田からの再オファーと、争奪となった。古巣への復帰も考えていたが FWの柱として期待する仙台の熱意に押され2011年より完全移籍。
2011年は平瀬から託された背番号14の着用を固辞し、引き続き24番で臨んだ。怪我や累積警告による出場停止を除いてリーグ戦では31試合に先発出場し前線の主軸として活躍、クラブ新記録となる5試合連続得点を挙げるなどFC東京在籍時を上回る14得点を挙げ、仙台の躍進に貢献した。2012年もリーグ戦30試合出場で14得点（内、10得点はヘディングによる）と活躍し、自身の目標であった「2年連続2桁得点」を達成。クラブの年間MVP及びJリーグ優秀選手賞に選出された。
2013年はシステム変更や怪我の影響もありリーグ戦は3得点に留まった。2014年は開幕直後こそ出場機会に恵まれなかったが、4月以降はスタメンに復帰し5月には月間MVPを受賞。後半戦、チームは残留争いの渦中に立たされたが、チーム最多の9得点を決め、仙台のJ1残留に大きく貢献した。

### ガンバ大阪
2014年12月25日、ガンバ大阪への完全移籍が発表された。ガンバではレギュラー争いに割って入ることができず、2015年シーズンはプロ入り初めてとなる公式戦無得点に終わった。

### ファジアーノ岡山
2016年、ファジアーノ岡山への期限付き移籍が発表された。11月27日、プレーオフ準決勝・松本山雅FC戦では1－1で迎えた後半に、決勝ゴールを決める活躍をみせて決勝進出に貢献した。2017年シーズンより完全移籍に移行。
2020年11月30日、契約満了による退団が発表された。

### FC琉球
2021年1月18日に地元のFC琉球に移籍することが発表された。
12月10日、現役引退が発表された。

## エピソード
- 実弟の赤嶺佑樹[53] もFC琉球などに所属したサッカー選手[54]。
- 対ジュビロ磐田戦での得点が多いことから「ジュビロキラー」と呼ばれる[55][56]。FC東京は2008年に赤嶺の決勝点でアウェイ初勝利を記録し、翌2009年のアウェイ戦も赤嶺の決勝点で勝利。同年9月のホーム戦でもロスタイムに決勝点を挙げるなど相性が良かった。
- 原博実によると「重馬場に強い選手」[57]。
- 鹿児島実業高校の同級生でFC東京やベガルタ仙台でもチームメートだった松下年宏によると「癒し系」[58]。
- FC東京のJ1通算400ゴール目（2008年9月13日、vs大宮）[59]、Jリーグ通算14500ゴール目（2010年8月22日、大宮vs仙台）、仙台のJ1通算100ゴール目（2010年9月25日、vs横浜FM）[60]、同200ゴール目（2012年10月20日、vs浦和）[61] と節目のゴールを挙げている。

## 所属クラブ
ユース経歴
- FC小禄 (那覇市立高良小学校[2][13])
- 1996年 - 1998年 那覇市立小禄中学校[2][13]
- 1999年 - 2001年 鹿児島実業高校
- 2002年 - 2005年 駒澤大学
  - 2005年  FC東京（特別指定選手）

プロ経歴
- 2006年 - 2010年  FC東京
  - 2010年8月 - 同年12月  ベガルタ仙台 (期限付き移籍)
- 2011年 - 2014年  ベガルタ仙台
- 2015年 - 2016年  ガンバ大阪
  - 2016年  ファジアーノ岡山 (期限付き移籍)
- 2017年 - 2020年  ファジアーノ岡山
- 2021年  FC琉球

## 個人成績
| 国内大会個人成績 | 国内大会個人成績 | 国内大会個人成績 | 国内大会個人成績 | 国内大会個人成績 | 国内大会個人成績 | 国内大会個人成績 | 国内大会個人成績 | 国内大会個人成績 | 国内大会個人成績 | 国内大会個人成績 | 国内大会個人成績 |
| 年度             | クラブ           | 背番号           | リーグ           | リーグ戦         | リーグ戦         | リーグ杯         | リーグ杯         | オープン杯       | オープン杯       | 期間通算         | 期間通算         |
| 年度             | クラブ           | 背番号           | リーグ           | 出場             | 得点             | 出場             | 得点             | 出場             | 得点             | 出場             | 得点             |
| 日本             | 日本             | 日本             | 日本             | リーグ戦         | リーグ戦         | リーグ杯         | リーグ杯         | 天皇杯           | 天皇杯           | 期間通算         | 期間通算         |
| ---------------- | ---------------- | ---------------- | ---------------- | ---------------- | ---------------- | ---------------- | ---------------- | ---------------- | ---------------- | ---------------- | ---------------- |
| 2003             | 駒澤大           |                  | -                | -                | -                | -                | -                | 1                | 0                | 1                | 0                |
| 2004             | 駒澤大           |                  | -                | -                | -                | -                | -                | 1                | 0                | 1                | 0                |
| 2005             | FC東京           | 34               | J1               | 0                | 0                | 1                | 0                | 0                | 0                | 1                | 0                |
| 2006             | FC東京           | 24               | J1               | 16               | 3                | 3                | 0                | 0                | 0                | 19               | 3                |
| 2007             | FC東京           | 24               | J1               | 15               | 4                | 4                | 2                | 1                | 0                | 20               | 6                |
| 2008             | FC東京           | 24               | J1               | 30               | 12               | 6                | 3                | 4                | 3                | 40               | 18               |
| 2009             | FC東京           | 24               | J1               | 28               | 5                | 9                | 1                | 3                | 1                | 40               | 7                |
| 2010             | FC東京           | 9                | J1               | 12               | 0                | 4                | 1                | -                | -                | 16               | 1                |
| 2010             | 仙台             | 24               | J1               | 15               | 4                | -                | -                | 0                | 0                | 15               | 4                |
| 2011             | 仙台             | 24               | J1               | 31               | 14               | 3                | 0                | 3                | 0                | 37               | 14               |
| 2012             | 仙台             | 24               | J1               | 30               | 14               | 5                | 1                | 2                | 0                | 37               | 15               |
| 2013             | 仙台             | 24               | J1               | 28               | 3                | 2                | 0                | 4                | 2                | 34               | 5                |
| 2014             | 仙台             | 24               | J1               | 31               | 9                | 5                | 1                | 0                | 0                | 36               | 10               |
| 2015             | G大阪            | 24               | J1               | 13               | 0                | 2                | 0                | 0                | 0                | 15               | 0                |
| 2016             | 岡山             | 24               | J2               | 41               | 4                | -                | -                | 0                | 0                | 41               | 4                |
| 2017             | 岡山             | 24               | J2               | 22               | 10               | -                | -                | 0                | 0                | 22               | 10               |
| 2018             | 岡山             | 24               | J2               | 36               | 2                | -                | -                | 0                | 0                | 36               | 2                |
| 2019             | 岡山             | 24               | J2               | 22               | 1                | -                | -                | 1                | 0                | 23               | 1                |
| 2020             | 岡山             | 24               | J2               | 31               | 0                | -                | -                | -                | -                | 31               | 0                |
| 2021             | 琉球             | 24               | J2               | 27               | 3                | -                | -                | 1                | 0                | 28               | 3                |
| 通算             | 日本             | 日本             | J1               | 249              | 68               | 44               | 9                | 17               | 6                | 310              | 83               |
| 通算             | 日本             | 日本             | J2               | 179              | 20               | -                | -                | 2                | 0                | 181              | 20               |
| 通算             | 日本             | 日本             | 他               | -                | -                | -                | -                | 2                | 0                | 2                | 0                |
| 総通算           | 総通算           | 総通算           | 総通算           | 428              | 88               | 44               | 9                | 21               | 6                | 493              | 103              |

- 2005年は特別指定選手として出場

その他の公式戦
- 2015年
  - スーパーカップ 1試合0得点
- 2016年
  - J1昇格プレーオフ 2試合1得点

| 国際大会個人成績 | 国際大会個人成績 | 国際大会個人成績 | 国際大会個人成績 | 国際大会個人成績 |
| 年度             | クラブ           | 背番号           | 出場             | 得点             |
| AFC              | AFC              | AFC              | ACL              | ACL              |
| ---------------- | ---------------- | ---------------- | ---------------- | ---------------- |
| 2013             | 仙台             | 24               | 4                | 0                |
| 2015             | G大阪            | 24               | 3                | 0                |
| 通算             | AFC              | AFC              | 7                | 0                |

その他の国際公式戦
- 2015年
  - スルガ銀行チャンピオンシップ 1試合0得点
- 公式戦初出場 - 2005年6月11日 ナビスコカップ予選リーグ第6節 vsジェフユナイテッド千葉（市原臨海競技場）
- Jリーグ初出場 - 2006年3月18日 J1第3節 vs清水エスパルス（味の素スタジアム）
- Jリーグ初得点 - 2006年4月15日 J1第8節 vsジェフ千葉（味の素スタジアム）
- Jリーグ100試合出場[62] - J1第15節 vsジュビロ磐田（国立競技場）
- Jリーグ200試合出場 - J1第29節 vs名古屋グランパス（ユアテックスタジアム仙台）

## タイトル

### クラブ
駒澤大学
- 総理大臣杯全日本大学サッカートーナメント：3回（2002年、2003年、2004年）
- 関東大学サッカーリーグ戦：3回（2002年、2003年、2005年）
- 全日本大学サッカー選手権大会：2回（2004年、2005年）

FC東京
- Jリーグカップ：1回（2009年）
- スルガ銀行チャンピオンシップ：1回（2010年）

ガンバ大阪
- 天皇杯：1回（2015年）
- ゼロックススーパーカップ：1回（2015年）

### 代表
ユニバーシアード日本代表
- ユニバーシアードサッカー競技：1回（2005年）

### 個人
- 関東大学サッカーリーグ戦 ベストイレブン：3回（2003年、2004年、2005年）
- 全日本大学サッカー選手権大会 ベストFW賞：2回（2003年、2004年）
- Jリーグ 優秀選手賞：1回（2012年）
- Jリーグ 月間MVP：2回（J1：2014年5月, J2：2017年7月）

## 代表歴

### ユニバーシアード代表
- 第23回ユニバーシアード（サッカー競技）夏季大会 (イズミル) 2005年8月10日-8月21日:背番号9
  - 予選リーグ第1戦 タイ戦 途中出場 (後半2分) 2-1で日本勝利。
  - 予選リーグ第2戦 アイルランド戦 先発フル出場 1-0で日本勝利。
  - 予選リーグ第3戦 ロシア戦 出場なし 1-0で日本勝利。3戦全勝で予選突破。
  - 準々決勝 ウルグアイ戦 先発出場 (後半38分交代) 1ゴール。1-0で日本勝利。
  - 準決勝 モロッコ戦 先発出場 (後半0分交代) 2-0で日本勝利。
  - 決勝 イタリア戦 先発出場 (後半0分交代) 3-3で引き分け、PK戦を日本が制する。

### 日本代表
- 2008年4月　候補入り[20]。トレーニングキャンプに参加。